# 遠峰朋美
遠峰 朋美（とおみね ともみ）は、日本の元AV女優。

## 略歴・人物
2000年頃にデビューしたAV女優で、主に人妻系作品に出演。

## 出演作品

### アダルトビデオ
- 人妻 プライベート（2000年2月21日、マガンダ）
- 奥さん、生なんです…（2000年2月21日、DOKAN）他出演:大石恵美
- 素人マダムズ [LEVEL A] 其の弐（2000年3月24日、アリスJAPAN）他出演:森中智恵美、北沢麻由、北里薫、高橋裕香
- HITOZUMA CHIJO（2000年10月20日、カプリコーン）他出演:田口綾香、島久美子
- 人妻日和2 ～とってもウブな人妻27歳との2日間～（2000年、ハムレット）
- ウブな人妻の冒険 ～只今、別居中～（2000年12月 、ハムレット）
- インディーズ女優 ～熟女編～（2001年5月22日、ジャネス） ※「遠峯朋美」名義
- 最後の面接（ ？ 、ディープス）他出演:河合純、岡本めぐ、ゆきの、若林樹里
- 素人妻の浮気願望 3（ ？ 、ジャネス）他出演:堂本小雪、中島優子
- 熟女いじめ 3（ ？ 、ジャネス）他出演:小島乃里子、高倉朱々
- CO-GAL MAJIYABA!! 熟女in名古屋（ ？ 、ジャネス）共演:浜崎みゆき